# Sovpa, Berezne
Sovpa (în ucraineană Совпа) este un sat în comuna Hmelivka din raionul Berezne, regiunea Rivne, Ucraina.

## Demografie
Componența lingvistică a localității Sovpa
     Ucraineană (100%)
Conform recensământului din 2001, toată populația localității Sovpa era vorbitoare de ucraineană (100%).